# Who Made Who
| Recensione | Giudizio |
| ---------- | -------- |
| AllMusic   | [ 1 ]    |

Who Made Who è un album discografico del gruppo musicale australiano AC/DC, pubblicato nel 1986 dalla Atlantic Records.

## Il disco
Il disco è la colonna sonora del film di Stephen King Brivido (Maximum Overdrive). Fu lo stesso King a selezionare i brani presenti nell'album, ai quali furono aggiunti tre brani inediti: Who Made Who, D.T. e Chase the Ace (gli ultimi due brani sono strumentali).
L'album, pur essendo una colonna sonora, può essere considerato come la prima raccolta di brani del gruppo australiano ed è stato rimasterizzato nel 2003 insieme all'intero catalogo della serie AC/DC Remasters.

## Tracce
Testi e musiche di Malcolm Young, Angus Young e Brian Johnson, eccetto dove indicato.
1. Who Made Who – 3:26
2. You Shook Me All Night Long – 3:30
3. D.T. (Instrumental) – 2:53 (Malcolm Young, Angus Young)
4. Sink the Pink – 4:13
5. Ride On – 5:51 (Malcolm Young, Angus Young, Bon Scott)
6. Hells Bells – 5:12
7. Shake Your Foundations (Short Version) – 3:53
8. Chase the Ace (Instrumental) – 3:01 (Malcolm Young, Angus Young)
9. For Those About to Rock (We Salute You) – 5:53

## Formazione
- Bon Scott – voce sulla traccia 5
- Brian Johnson – voce sulle tracce 1, 2, 4, 6, 7 e 9
- Angus Young – chitarra solista
- Malcolm Young – chitarra ritmica
- Cliff Williams – basso sulle tracce 1, 2, 3, 4, 6, 7, 8 e 9
- Mark Evans – basso sulla traccia 5
- Simon Wright – batteria sulle tracce 1, 3, 4, 7 e 8
- Phil Rudd – batteria sulle tracce 2, 5, 6 e 9

## Classifiche
| Classifica (2021) | Posizione massima |
| ----------------- | ----------------- |
| Grecia            | 36                |